# Rue des Sœurs-Macarons
La rue des Sœurs Macarons est une voie de la commune de Nancy, comprise au sein du département de Meurthe-et-Moselle, en région Lorraine.

## Situation et accès
La voie, d'une direction générale nord-est - sud-ouest, est située au sein de la Ville-neuve, et appartient administrativement au quartier Charles III - Centre Ville.
Elle débute à son extrémité orientale rue Sainte-Anne, croise la rue Saint-Nicolas, avant d'aboutir rue Saint-Dizier. La voie est prolongée vers l'ouest par la rue de la Hache.

## Origine du nom
Elle porte le nom de « rue des Sœurs Macarons » en hommage aux deux religieuses ayant habité au no 10 vers 1800, et qui sont à l'origine de la légende des Sœurs Macarons. Ce nom fait aussi référence à une entreprise commerciale de pâtisserie de Nancy, alors établie à cette même adresse et spécialisée dans la fabrication des macarons de Nancy.

## Historique
La rue remonte à la création de la Ville-Neuve par Charles III de Lorraine. À l'origine, cette portion de voie appartient à la rue de la Hache et en porte donc le nom. L'alignement d'origine entre la rue de la Hache, la rue Lacordaire et celle des Orphelines est brisé au XIXe siècle. Entre les rues Saint-Dizier et Saint-Nicolas s'ouvre alors une longue ruelle dite du Saint-Sacrement parce qu'elle menait au couvent des religieuses bénédictines du Saint-Sacrement.
À l'origine, les macarons sont les seules pâtisseries autorisées par la règle stricte de jeûne des religieuses bénédictines du Saint-Sacrement. Quelques religieuses, expulsées à la Révolution, s'installèrent au no 10, logis familial de l'une d'entre elles. Pour survivre, la tradition rapporte qu'elles auraient fabriqué en série et vendu, à partir de 1793, cette pâtisserie devenue vite réputée. Avec le temps, les macarons sont devenus une spécialité de Nancy.
Cette belle histoire, déjà relatée par l'historien Pfister en 1909, n'est cependant vérifiée à ce jour par aucune source d'archives.
Après la Révolution française, elle change de nom pour s'appeler temporairement « rue de Sidney » avant de reprendre au XIXe siècle le nom de « rue de la Hache ».
C'est en 1952 que le Conseil municipal de Nancy débaptise une partie de la « rue de la Hache » au profit des « Sœurs Macarons », preuve de l'ancrage de cette histoire dans la mémoire nancéienne.

## Bâtiments remarquables et lieux de mémoire
- n° 8 : Hôtel Grisot de Bellecroix, puis Vallet. Dans la cour, remarquable fontaine du XVIIIe siècle[5]
- no 10 : Maison des Sœurs Macarons, également connue sous l'appellation de maison Grisot ou d'hôtel dit de Gormand, inscrit au titre des monuments historiques par arrêté du 19 mai 1987 pour les deux fours et la cheminée situés dans la pièce du rez-de-chaussée, le grand escalier avec sa rampe en fer forgé ainsi que les façades et toitures sur rue et sur cour[6],[2]. Cette maison a été édifiée par l'architecte Jean-Nicolas Jennesson en 1725[7].

Le rez-de-chaussée de la maison des Sœurs Macarons est devenu un musée depuis 2020 où il est possible de découvrir l'atelier historique des Sœurs Macarons, notamment lors des Journées Européennes du Patrimoine.